# Brockton (Lydbury North)
Brockton – przysiółek w Anglii, w hrabstwie Shropshire, w dystrykcie (unitary authority) Shropshire. Leży 3,5 km od miasta Bishop’s Castle, 32,3 km od miasta Shrewsbury i 225,9 km od Londynu. W latach 1870–1872 miejscowość liczyła 137 mieszkańców.